# Давыденко, Эдуард Прокофьевич
Эдуард Прокофьевич Давыденко (род. 3 ноября 1939) — латвийский специалист в области прикладной физики.

## Биография

### Основное образование
- 1956 год — Корюковская средняя школа (Украина, Житомирская обл.).

- 1963 год — Рижский политехнический институт, вечернее отделение (специальность — конструирование машин и аппаратов, квалификация — инженер-механик).

- 1977 год — учёная степень кандидата технических наук. Защитил диссертацию в МВТУ им. Баумана на тему: «Исследование и разработка автоматических загрузочных устройств с применением электромагнитного ориентирования штучных заготовок». Специальность — автоматизация технологических процессов и производств (машиностроение).

- 1987 год — учёная степень доктора технических наук. Защитил диссертацию в МВТУ им. Баумана на тему: «Основы теории проектирования электромагнитных устройств для автоматизации вспомогательных операций в дискретном производстве». Специальности — 1. Автоматизация технологических процессов и производств (машиностроение), 2. Электрооборудование (машиностроение).

- 1990 год — учёное звание профессора по кафедре автоматизация, машиностроение и приборостроение (Государственный комитет по народному образованию).

- 1993 год — учёная степень Хабилитированный доктор физики /Dr. Habil. Phys./ (Латвийская Академия наук).

### Трудовая деятельность
Вся трудовая деятельность проходила в Латвии с 1956 до 2010 года.
- 1956—1958 годы — грузчик, фрезеровщик, слесарь на заводе № 85 Гражданской авиации.

- 1958—1961 годы — регулировщик радиоаппаратуры, технолог сборочного цеха, инженер отдела механизации на Рижском электромеханическом заводе.

- 1961—1968 годы — инженер-конструктор, ведущий конструктор, руководитель группы в Центральном проектно-конструкторском бюро механизации и автоматизации.

- 1968 − 1996 годы — работа в Академии Наук Латвии — главный конструктор проекта конструкторского отдела (1968—1970 годы), руководитель лаборатории /отдела/ (1970—1982 годы) Специального конструкторского бюро магнитной гидродинамики; руководитель конструкторско-исследовательского отдела (1982—1996годы) и, по совместительству, в период с 1982—1986 годы — и. о. зам. директора по научной работе Центра робототехники Института физики.

- 1996 год — заместитель директора по научной работе AS «Rīgas Tonis».

- 1996—1999 годы — специалист по вычислительным системам в латвийско-американской компании SIA «Baltijas Bloks».

- 1999 — декабрь 2008 — на различных должностях в компаниях холдинга «Радиотехника» — директор SIA «Baltlain», технический директор «VEF Radiotehnika RRR», руководитель проекта реконструкции производства, консультант.

В настоящее время — на пенсии.

### Семейное положение
Женат, имеет двоих взрослых детей (сын и дочь) и шесть внуков.

## Авторские труды
Имеет 150 публикаций, из них:
- научные монографии, учебные и методические пособия — 9;
- научные статьи — 25
  - (в том числе, опубликованные в международных журналах и издательствах — 12);
- тезисы докладов на конференциях — 20;
- авторские свидетельства — 57;
- патенты развитых зарубежных стран — 37,
- патенты Латвии — 2.

## Научная школа
При подготовке докторской диссертации по исследованию взаимодействия электромагнитного поля с телами конечных размеров Эдуардом Давыденко разработано новое научное направление — создание научно-технических основ методологии обеспечения высокой производительности, универсальности, разрешающей способности, надёжности и многофункциональности средств автоматизации вспомогательных операций в дискретном производстве с помощью принципиально новой гаммы устройств, использующих бесконтактное целенаправленное электромагнитное воздействие на изделия (детали) из токопроводящих немагнитных материалов с целью манипулирования ими на плоскости и в пространстве.
28 лет руководил большим (от 15 до 32 человек в разные периоды) научным коллективом (лаборатория, отдел).
Непосредственно принимал участие в работе и выступал с докладами на 10 Международных конгрессах, конференциях и симпозиумах.
Являлся руководителем 2-х республиканских научно-технических программ и 3-х тем в государственных программах по созданию новой техники.

## Внедрение разработок
На основе разработанного научного направления создано и передано промышленным предприятиям Латвии, а также за рубеж, более 50 различных видов принципиально нового сборочного, контрольно-сортировочного, счётного, загрузочно-ориентирующего и робототехнического оборудования для автоматизации производства приборов и машин. Серийно выпускались 7 типоразмеров устройств. Промышленные образцы созданного оборудования демонстрировались в экспозициях Латвии на международных выставках в Будапеште, Лейпциге и Ганновере, Осака.
В 1981 году продана за рубеж Лицензия в составе 7 авторских свидетельств, методики расчёта и проектирования, а также пяти головных образцов оборудования.

## Педагогическая работа
Подготовил трёх кандидатов технических наук, неоднократно был официальным оппонентом при защите кандидатских и докторских диссертаций в МВТУ им. Баумана, консультировал соискателей учёных степеней. Длительный период читал лекционные курсы, руководил семинарами и практическими занятиями, курировал работу учебных групп в Латвийском межотраслевом институте повышения квалификации работников народного хозяйства. В числе публикаций — 9 работ учебно-методического характера (учебных пособий).

## Научные награды
- Лауреат Государственной премии Латвийской ССР[2] — 12 июля 1974 года
- Лауреат Премии Президиума Латвийской Академии наук — 14 февраля 1985 года
- Золотая медаль Выставки достижений народного хозяйства — 06 июня 1974 года (Москва)
- Заслуженный учёный[3][4] в отставке — 17 июня 2003 года (Кабинет Министров Латвийской Республики)